# Rudolf Haas (Politiker)
Rudolf Haas (* 1955 in Krieglach) ist ein ehemaliger österreichisch-deutscher Politiker (Bündnis 90/Die Grünen). Von 2007 bis 2009 war er Landesvorstandssprecher des sächsischen Landesverbands der Grünen. 2008 nahm er die deutsche Staatsbürgerschaft an und blieb zugleich österreichischer Staatsbürger.
2004 wurde Haas in den Stadtrat von Radebeul, dem er daraufhin fünf Jahre lang angehörte, gewählt. Außerdem war er Kreisrat im Landkreis Meißen. Im Februar 2007 wählten Mitglieder der Landesdelegiertenkonferenz von Bündnis 90/Die Grünen Sachsen Rudolf Haas mit 48 von 83 Stimmen an der Seite von Eva Jähnigen zum neuen Landesvorstandssprecher. Am 27. September 2008 bestätigten die Delegierten ihn mit einer Mehrheit von 68 Prozent im Amt.
Am 29. Januar 2009 trat Haas als Vorstandssprecher der sächsischen Grünen zurück. Zugleich gab er seine Stadtrats- und Kreisratsmandate ab.